# ناثان هاينز (لاعب كرة قاعدة)
ناثان هاينز (بالإنجليزية: Nathan Haynes)‏ هو لاعب كرة قاعدة أمريكي، ولد في 7 سبتمبر 1979 في أوكلاند في الولايات المتحدة.

## وصلات خارجية
- ناثان هاينز على موقعبيزبول رفرنس.كوم (الدوري الرئيسي) (الإنجليزية)